# Ususău
Ususău là một xã thuộc hạt Arad, România. Dân số thời điểm năm 2002 là 1391 người.